# Internationalisation
Pour les articles homonymes, voir Internationalisation (homonymie).
L’internationalisation est un processus visant à rendre internationale une organisation ou une entreprise.

## Définition
L'extension des entreprises hors des frontières de leur pays d'origine correspond au phénomène d'internationalisation de leurs activités économiques.

## Diamond model
Selon le « diamond model » du professeur américain de stratégie d'entreprise à l'Université Harvard, Michael Porter, il y a six facteurs d’internationalisation :
- Conditions de facteur
- Conditions de demande
- Industries connexes et de soutien
- Stratégie, structure et rivalité du cabinet
- Gouvernement
- Chance

## Types d'entreprises
- Une entreprise qui développe ses activités (production, distribution) sur son territoire national est dite nationale.
- Une entreprise s'internationalise lorsqu'elle développe son activité (ou activités si elle est diversifiée) au-delà de son territoire national. Il s'agit d'une stratégie de croissance hors du marché national de l'entreprise.

Voici les trois types d'entreprises internationalisées :

### Entreprise internationale
Dans le monde, l'entreprise trouve de nouveaux marchés : une entreprise s'internationalise lorsqu'elle développe son activité au-delà de son territoire national.

### Entreprise globale
- son marché pertinent est le monde entier, il a une gamme de produits plutôt limitée et standardisée.
- il est alors question d'une économie d’échelle.
- le processus de décision ainsi que le contrôle est centralisé et standardisé.
- les produits adoptent un standard commun.

### Entreprise multinationale
Une entreprise devient multinationale lorsque sa stratégie s'applique à plusieurs pays et qu’elle possède plusieurs unités de production et de distribution dans ces différents pays. C'est le dernier stade de développement international.

## Moyens et processus d'internationalisation
Pour s'internationaliser, l'entreprise peut utiliser différents moyens :
- L'exportation :
  - L'exportation directe : l'entreprise commercialise elle-même ses produits à l'étranger soit par Internet, soit à travers une force de vente située dans le pays d'importation.
  - L'exportation indirecte : l'entreprise continue à fabriquer dans son pays d'origine, mais vend une partie de sa production à l'étranger par l'intermédiaire de sociétés spécialisées.
  - L'exportation associée : les entreprises ayant le même pays d'origine et des activités voisines peuvent se réunir et constituer des groupements d'exportateurs en se dotant de moyens communs de prospection et de vente. Ex: GIE

- Le réseau de distribution à l'étranger

Le modèle d'Uppsala s'intéresse aux différentes étapes du processus d'internationalisation et aux facteurs favorisant les transitions entre ces étapes.